# سؤالات الأثرم لأحمد بن حنبل (كتاب)
سؤالات الأثرم لأحمد بن حنبل، هو كتاب للإمام أحمد بن حنبل في الجرح والتعديل و علل الحديث ويليه مرويات الأثرم عن الإمام أحمد بن حنبل في كتابه السؤالات سؤالات أبى بكر الأثرم لـ أحمد بن حنبل.

## تأليف
أُلف الكتاب من الإمام أبو عبد الله أحمد بن محمد بن حنبل الذهلي الشيباني(164 هـ-241 هـ / 780 -855م) فقيه ومحدِّث مسلم، ورابع الأئمة الأربعة عند أهل السنة والجماعة، وصاحب المذهب الحنبلي في الفقه الإسلامي. اشتُهر بعلمه الغزير وحفظه القوي، وكان معروفاً بالأخلاق الحسنة كالصبر والتواضع والتسامح، وقد أثنى عليه كثير من العلماء منهم الإمام الشافعي بقوله: «خرجتُ من بغداد وما خلَّفتُ بها أحداً أورع ولا أتقى ولا أفقه من أحمد بن حنبل». ويُعدُّ كتابه «المسند» من أشهر كتب الحديث وأوسعها.

## أهمية الكتاب
يعتبر كتاب سؤالات الأثرم لأحمد بن حنبل من المراجع القيمة للباحثين في تخصص علوم الحديث الشريف على نحو خاص ومعظم الكتابات الفقهية والإسلامية بصفة عامة.